# Wendell (Karolina Północna)
Wendell – miasto w Stanach Zjednoczonych, w stanie Idaho, w hrabstwie Wake.